# Great Wall Wingle 7

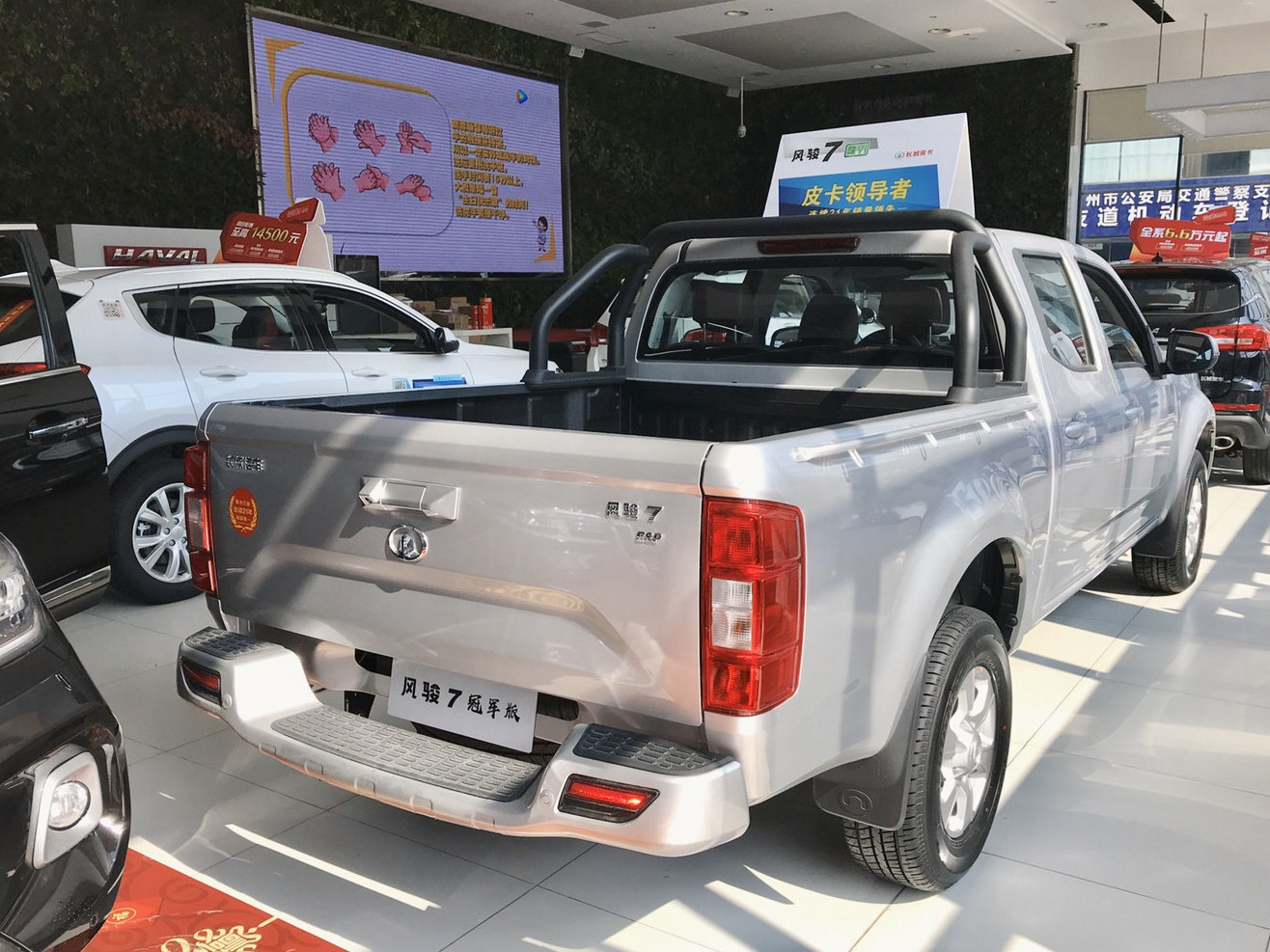
Heckansicht

Der Great Wall Wingle 7 ist ein Pick-up-Modell des chinesischen Automobilherstellers Great Wall Motor, das seit 2018 verkauft wird.

## Geschichte
Auf dem chinesischen Heimatmarkt wird das in Baoding gefertigte Fahrzeug 7 seit November 2018 verkauft. Es ist mit Einzel- und Doppelkabine sowie mit Hinterrad- und Allradantrieb verfügbar. Zwischen Oktober 2020 und April 2023 gab es ihn auch in Russland. Dort war der Wingle 7 nur mit Doppelkabine und Allradantrieb erhältlich.

## Technische Daten
Angetrieben wird das Fahrzeug entweder von einem Zweiliter-Ottomotor oder einem Zweiliter-Dieselmotor. Es hat einen Leiterrahmen, die Vorderräder sind einzeln an Doppelquerlenkern mit Drehstabfedern aufgehängt, hinten ist eine Starrachse mit Längsblattfedern eingebaut.
|                                             | 2.0T                        | 2.0T                        | 2.0 Diesel                  | 2.0 Diesel                  | 2.0 Diesel             |
| Markt                                       | China                       | China                       | China                       | China                       | Russland               |
| Bauzeitraum                                 | 11/2018–01/2022             | seit 01/2022                | seit 05/2023                | 11/2018–05/2023             | 10/2020–04/2023        |
| Motorkenndaten                              |                             |                             |                             |                             |                        |
| Motortyp                                    | R4-Ottomotor                | R4-Ottomotor                | R4-Dieselmotor              | R4-Dieselmotor              | R4-Dieselmotor         |
| Hubraum                                     | 1967 cm³                    | 1967 cm³                    | 1996 cm³                    | 1996 cm³                    | 1996 cm³               |
| max. Leistung bei min−1                     | 120 kW (163 PS) / 4000–5500 | 125 kW (170 PS) / 4000–5500 | 102 kW (139 PS) / 3600      | 115 kW (156 PS) / 3600      | 105 kW (143 PS) / 4000 |
| max. Drehmoment bei min−1                   | 330 Nm / 2600–3300          | 335 Nm / 2600–3300          | 330 Nm / 1400–2800          | 345 Nm / 1400–2800          | 315 Nm / 1400          |
| Kraftübertragung                            |                             |                             |                             |                             |                        |
| Antrieb, serienmäßig                        | Hinterradantrieb            | Hinterradantrieb            | Hinterradantrieb            | Hinterradantrieb            | Allradantrieb          |
| Antrieb, optional                           | (Allradantrieb)             | (Allradantrieb)             | (Allradantrieb)             | (Allradantrieb)             | —                      |
| Getriebe, serienmäßig                       | 6-Gang-Schaltgetriebe       | 6-Gang-Schaltgetriebe       | 6-Gang-Schaltgetriebe       | 6-Gang-Schaltgetriebe       | 6-Gang-Schaltgetriebe  |
| Messwerte                                   |                             |                             |                             |                             |                        |
| Höchstgeschwindigkeit                       | k. A.                       | 160 km/h                    | 160 km/h                    | k. A.                       | 155 km/h               |
| Beschleunigung, 0–100 km/h                  | k. A.                       | k. A.                       | k. A.                       | k. A.                       | 20,0 s                 |
| Kraftstoffverbrauch auf 100 km (kombiniert) | k. A.                       | 8,6 l Super (8,9 l Super)   | 7,3 l Diesel (7,6 l Diesel) | 7,3 l Diesel (7,6 l Diesel) | 10,0 l Diesel          |